# زبان لیموزینی
لیموزینی گویشی از زبان اکسیتان است که در جنوب غرب کشور فرانسه بدان تکلم می‌شود. داده‌های تأیید شده‌ای از شمار اصلی گویشوران این زبان در دست نیست. زبان اکسیتان از زبان‌های رومی است و گویش‌های گسترده و متنوعی دارد. نخستین مدارک بدست آمده از این زبان در حدود سال ۱۰۰۰ میلادی به تحریر درآمده‌است. بیشتر متکلمین لیموزینی بالای پنجاه سال سن دارند و همه گویشوران این زبان فرانسه را به عنوان زبان مادری یا زبان دوم خود به‌خوبی می‌دانند. بدنبال سیاست تک زبانی فرانسه این زبان مقام زبانی رسمی نیافته و به نفع زبان فرانسه در حال پسروی است.

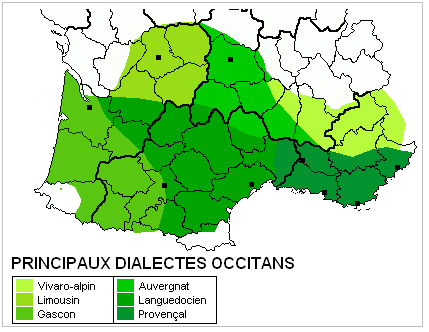
نقشه پراکندگی گویش های اکسیتان